# Gurae-dong
Gurae-dong (koreanska: 구래동) är en stadsdel i kommunen Gimpo i provinsen Gyeonggi i Sydkorea, 32 km väster om huvudstaden Seoul.
Stadsdelen bildades 28 oktober 2013 genom en utbrytning från dåvarande Gimpo 2-dong. 23 september 2019 bröts i sin tur Masan-dong ut från Gurae-dong.